# Synagoga Ahawat Tora w Bielsku-Białej
Synagoga Ahawat Tora w Bielsku-Białej (z hebr. „Miłości Tory”) – synagoga, która znajdowała się w Białej Krakowskiej (od 1951 roku dzielnica Bielska-Białej), przy ówczesnej ulicy Szpitalnej 5 (późniejsza ulica Dmowskiego). Zniszczona podczas II wojny światowej, następnie  na jej miejscu powstał pawilon handlowy Ratuszowy.

## Historia
Synagoga została zbudowana w 1912 r. z inicjatywy ortodoksyjnego Związku Dobroczynnego Ahawat Tora. Jej wieloletnim prowadzącym był rabin Aron Halberstamm z chasydzkiej dynastii nowosądeckiej.
Podczas II wojny światowej, we wrześniu 1939 roku synagogę spalono, a następnie wyburzono zgliszcza. W latach 70. XX wieku zbudowano w jej miejscu pawilon handlowy Ratuszowy.

## Architektura
Murowany budynek synagogi wzniesiono na planie prostokąta. W jej wnętrzu w zachodniej części znajdował się przedsionek, z którego wchodziło się do głównej sali modlitewnej o wymiarach 10,30 na 13,40 m. Na jej środku znajdowała się okazała bima, a na ścianie wschodniej aron ha-kodesz. Na piętrze nad przedsionkiem znajdował się babiniec o wymiarach 7,65 na 14,70 m, do którego prowadziły dwa osobne wejścia i klatki schodowe. Fasada budynku zawierała w zwieńczeniach architektonicznych symbole gwiazdy Dawida.